# 阿灵顿 (华盛顿州)
阿靈頓（Arlington）是座位於美國華盛頓州斯諾霍米什郡北方的城市，南邊與馬里斯維爾相鄰。美國2010年人口普查時，此市的人口為17,926人。

## 歷史
阿靈頓在1890年時被標記在地圖上，以查理二世的內閣成員亨利·阿靈頓（Lord Henry Arlington）命名。阿靈頓在1903年改制為市，自此時起，許多歷史人物皆在此設邸。此市也是史提拉瓜米什谷地拓荒者博物館（Stillaguamish Valley Pioneer Museum）所在地。

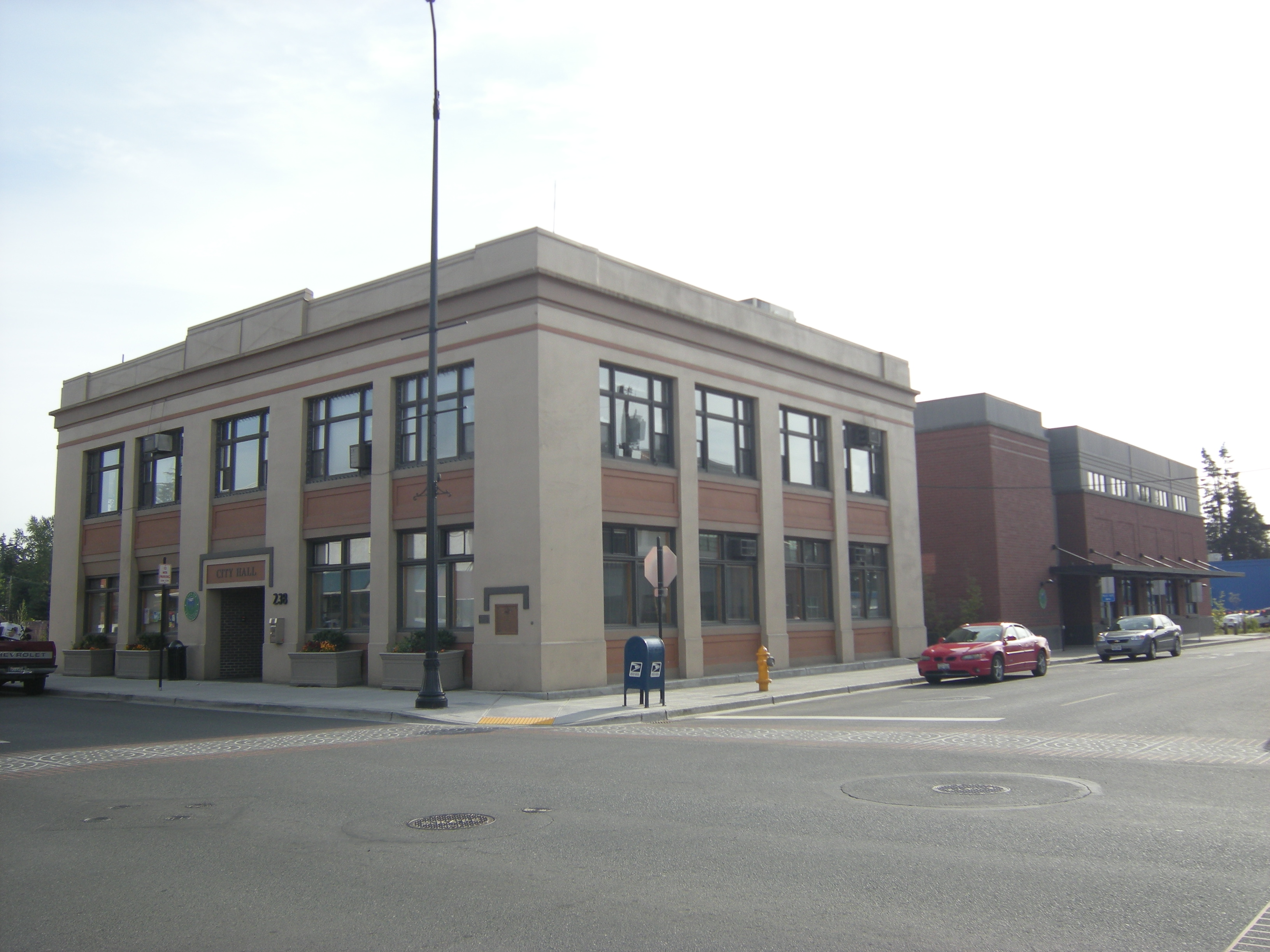
阿靈頓市政廳

## 外部連結
- The Arlington Times - Local newspaper （页面存档备份，存于）
- Arlington's Official Website
- Stillaguamish Valley Pioneer Museum （页面存档备份，存于）
- Nearby hiking trails on Hikipedia （页面存档备份，存于）

## 資料來源
Arlington Centennial 1903-2003: A Pictorial History of Arlington, Washington
1. ↑  . United States Census Bureau.   [2008-01-31].
2. ↑  . United States Geological Survey. 2007-10-25  [2008-01-31].